# 殺生物劑
殺生物劑（英語：Biocide，亦称为生物滅除劑与除生物劑）是一種能夠殺死活的生物體的化學物質，而通常是在有選擇性的。殺生物劑常用於醫學，農業，林業，在工業界中則用於石油及食水管道中，以防被細菌污染。氯氣亦有用於游泳池防污或消毒之用。除了化學性的殺生物劑，亦有天然殺蟲劑，來自如細菌和植物，包括甘藍，花椰菜，和肉毒桿菌的細菌。
生物殺滅劑可以是：
- 農藥：這包括殺生物劑，除草劑，殺蟲劑，殺螺劑，殺蟎劑和殺鼠劑。
- 抗菌：這包括殺生物劑，抗生素，抗菌藥物，抗病毒藥物，殺精。

## 應用
殺生物劑可以添加到其他材料（通常是液體），保護他們免遭其他生物侵擾和增長。例如，某些類型的銨鹽化合物（quaternary ammonium compounds "quats"）被添加到游泳池的水中，或工業用水系統作為一個滅藻劑，保護水的侵擾和生長的藻類。氯也增加了污水處理殺死微生物，藻類等。鹵代海因化合物也被用作殺蟲劑。

## 災害和環境風險
由於殺蟲劑的目的是要殺死活的生物體，因此許多殺生物劑產品對人類健康存在重大威脅。再使用時需非常小心和穿著防護衣物及使用相關的保護工具。殺蟲劑的使用也有不利自然環境。防污漆，特別是那些使用有機錫化合物，已被證明對海洋生態系統有嚴重和長期的影響，而這些材料目前在許多國家被禁止用於商業和娛樂的船隻。使用或處置已死生物必須仔細進行，以避免潛在對環境的破壞。

## 分類

### 歐洲共同體分類
Biocidal Products Directive 98/8/EC (BPD)是殺生物劑的分類，細分為23個產品種類（應用類別），有幾個組成多個分組：
第1組：消毒劑和一般殺菌產品
- 產品類型1：人類衛生殺菌產品
- 產品類型2：私人領域和公共健康領域的消毒劑和其他殺菌產品
- 產品類型3：獸醫衛生殺菌產品
- 產品類型4：食品和飼料領域的消毒劑
- 產品類型5：飲用水消毒劑

第2組：防腐劑
- 產品類型6：鑵內防腐劑
- 產品類型7：膠卷防腐劑
- 產品類型8：木材防腐劑
- 產品類型9：纖維，皮革，橡膠和聚合性材料防腐劑
- 產品類型10：砌體防腐劑
- 產品類型11：防腐劑的液體冷卻和處理系統
- 產品類型12：Slimicides
- 產品類型13：金屬加工液防腐劑

第3組：害蟲控制
- 產品類型14：凝血滅鼠劑
- 產品類型15：Avicides
- 產品類型16：Molluscicides
- 產品類型17：Piscicides
- 產品類型18：殺蟲劑，殺蟎劑，以控制其他節肢動物
- 產品類型19：引誘劑

第4組：其他殺菌產品
- 產品類型20：防腐劑的食品或原料
- 產品類型21：防污產品
- 產品類型22：防腐和標本液
- 產品類型23：控制其他脊椎動物

## 文献
- Wilfried Paulus: 殺生物劑保護材料和工藝目錄. Springer Netherland, Berlin 2006, ISBN 1-4020-4861-0.
- 丹麥環保局 (2001): Inventory of Biocides used in Denmark

## 另見
- 非農藥管理
- 生態農藥

## 外部連結
- 國家農藥信息中心 （页面存档备份，存于）
- 歐洲央行（歐洲化學品局）殺生物劑網址
- 美國環保局農藥項目辦公室的網站 （页面存档备份，存于）
- 抗菌中心-為什麼要使用抗生素？
- Towerchlor產品
- 泳池及水療中心水質檢測- © LaMotte公司 （页面存档备份，存于）
- Green Chemistry Initiative by Industry[永久], a post in Alt Tech Foundation
- （页面存档备份，存于）